# Vauxhall Cresta
Vauxhall Cresta — британський автомобіль вперше представлений в 1954 році Vauxhall Motors, як престижна версія Vauxhall Velox (сам є шестициліндровою версією Vauxhall Wyvern). В 1957 році Wyvern був замінений новим великим автомобілем на ім'я Cresta. Цей автомобіль під кодовою назвою версії PA, був одним з найбільш елегантних британських автомобілях кінця 1950-х. Королева Єлизавета II протягом багатьох років використовувала версію Estate зроблену на замовлення як особистий транспорт.
За весь час виробництва були наступні моделі Cresta:
- E (1954–1957);
- PA (1957–1962);
- PB (1962–1965);
- PC (1965–1972).

Vauxhall Viscount (1966–1972) — це престижна версія Cresta PC.